# Blizzy
Blizzy, pseudonimo di Hamza Mohamed Abdi (Husby, 19 febbraio 1994), è un rapper svedese di origini somale.

## Biografia
Selfmade, primo album in studio, è stato pubblicato nel giugno 2018 e si è posizionato al 21º posto della Sverigetopplistan. Circa due anni più tardi viene pubblicato il suo secondo LP, dal titolo Phoenix Pt. 2; il progetto, promosso dagli estratti Här igen e 2VS2, è riuscito a fare l'ingresso nella classifica svedese.
La IFPI Sverige gli ha assegnato sette dischi di platino, equivalenti a 560 000 unità certificate in singoli.

## Discografia

### Album in studio
- 2018 – Selfmade
- 2020 – Phoenix Pt. 2

### EP
- 2016 – Väster om väster
- 2019 – Här ute
- 2020 – Phoenix Pt. 1

### Singoli
- 2016 – En mill (feat. A-Keyy)
- 2017 – Djungelblå
- 2017 – Bad Girl
- 2018 – One in a Milli
- 2018 – Onda ögat (con Kapten Röd)
- 2019 – La vida
- 2019 – Varning
- 2019 – Förlust
- 2020 – No Way (feat. Dree Low)
- 2020 – Här igen
- 2020 – 2VS2 (con Ricky Rich)
- 2020 – Ma zone (con Guleed)
- 2023 – Girl
- 2023 – Mon frére
- 2023 – Arsenal (con Viktor Ax)
- 2023 – Molto bella
- 2023 – Arrivederci
- 2023 – Beväpnade
- 2024 – Super Saiyan (Intro)
- 2024 – Chicano (con Ricky Rich)
- 2024 – Rolex & Rose (con Guleed e Mukki)
- 2024 – Tappar kontroll (con Bellman e Imenella)